# 증포동
증포동(增浦洞)은 대한민국 경기도 이천시의 북쪽에 위치한 동이다.

## 개요
증포동은 대단위 아파트 단지와 농촌이 병존하는 대표적인 도농 복합지역으로 국가지원지방도 제70호선이 관통하고 온천과 대형 쇼핑센터가 있는 지역이다.

## 법정동
- 안흥동(安興洞)
- 갈산동(葛山洞)
- 증포동(增浦洞)
- 송정동(松亭洞)

## 관광
- 갈산동 석불입상(향토유적 제7호)
- 애련정(愛蓮亭, 향토유적 제15호)
- 이천온천: 이천온천은 안흥동 409번지에 있다. 세종 때부터 온천배미라 불리어 오다가 약수로 발견되기는 지금부터 약 120년 전이다. 이곳 근처에서 농사를 짓던 한 농부가 사계절 더운 샘물이 나오는 것을 이상히 여기고 이 물에 세수를 하였더니 눈병이 완치되었다고 한다. 이 후로 약효가 전해져서 많은 피부병 환자들이 찾아와 효험을 보게 되어 유명해졌다고 한다.[2] 이천 온천의 지형 및 지질은 노년기의 지형으로서 지질은 백악기 불국사통에 속하는 흑운모화강암과 분암 및 제4기 측석층으로 구성되어 있다. 수온은 28~31.5도이며 심도는 3~46.2m이다.[3]

## 아파트
| 단지명                      | 건설사                | 시행사                      | 주소                           | 입주        | 비고     |
| --------------------------- | --------------------- | --------------------------- | ------------------------------ | ----------- | -------- |
| 갈산주공 2단지              | ㈜동우이엔씨          | 대한주택공사                |                                | 2004년 11월 | 국민임대 |
| 갈산주공 3단지              | 벽산건설 대림건설     | 대한주택공사                |                                | 2009년 11월 | 국민임대 |
| 송정 현진에버빌             | ㈜현진                | ㈜현진                      | 아리역로 37 (송정동)           | 2005년 11월 |          |
| 갈산 현진에버빌             | 현진종합건설㈜        | ㈜현진                      | 안흥로 60 (갈산동)             | 2008년 11월 |          |
| 송정신일 1차                | ㈜신일                | 오대종합건설㈜              |                                |             |          |
| 송정신일 2차                | ㈜신일                | 오대종합건설㈜              |                                |             |          |
| 갈산 신일해피트리           | ㈜신일                | ㈜신일하우징                | 갈산로87번길 59 (갈산동)       | 2003년 11월 |          |
| 증포 대원칸타빌             | ㈜대원                | ㈜자영                      | 아리역로76번길 19 (증포동)     | 2019년 7월  |          |
| 송정 대원칸타빌 더 테라스   | ㈜대원건설            | ㈜대원건설 ㈜제이앤에이치   | 아리역로76번길 14 (증포동)     | 2021년 8월  |          |
| 증포대우 1차                | 대우건설              | ㈜대영건설                  | 이섭대천로 1427 (증포동)       | 1997년 3월  |          |
| 증포대우 2차                | 대우건설              | ㈜대영주택                  | 이섭대천로1407번길 38 (증포동) | 1998년 7월  |          |
| 증포대우 3차                | 대우건설              | 대우건설                    | 이섭대천로1407번길 35 (증포동) | 2000년 11월 |          |
| 설봉1차 푸르지오            | 대우건설              | ㈜골든게이트                | 향교로 159 (갈산동)            | 2008년 12월 |          |
| 설봉2차 푸르지오            | 대우건설              | ㈜골든게이트                | 애련정로 180 (증포동)          | 2011년 11월 |          |
| 이천 센트럴 푸르지오        | 대우건설              | ㈜골든게이트                | 갈산로 60 (갈산동)             | 2016년 11월 |          |
| 이천자이 더 리체            | 지에스건설㈜          | ㈜교보자산신탁 ㈜노이펠리체 |                                |             |          |
| 이천자이 더 레브            | 지에스건설㈜          | ㈜엘앤에스파트너스          |                                |             |          |
| 증포새도시 한양수자인 3단지 |                       |                             |                                |             |          |
| 증포새도시 한양수자인 5단지 |                       |                             |                                |             |          |
| 갈산 힐스테이트             | 현대건설              | ㈜우리안씨앤씨              |                                | 2006년 9월  |          |
| 송정 동양                   | 동양메이저㈜ 건설부문 | 동양시멘트                  |                                | 2000년 4월  |          |
| 이천송정 파라곤             | 동양고속건설          | 도일씨앤씨                  |                                | 2009년 2월  |          |